# Smith Center
La ville de Smith Center est le siège du comté de Smith, situé dans le Kansas, aux États-Unis.

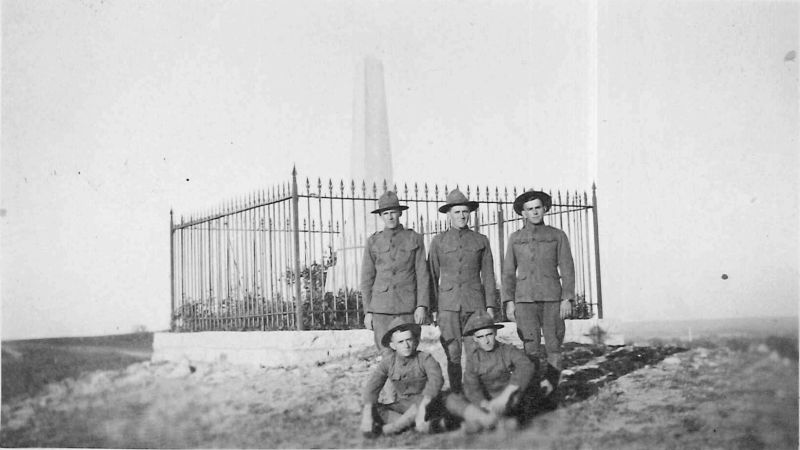
Monument marquant l'ancien Centre géographique des États-Unis à Smith Center.